# 墓石と決闘
『墓石と決闘』（はかいしとけっとう、原題：Hour of the Gun）は、1967年制作のアメリカ合衆国の西部劇映画。
西部劇史上最も有名な“OK牧場の決闘”の後日談を描いたもので、監督は映画『OK牧場の決斗』のジョン・スタージェス監督。スタージェスは『OK牧場の決斗』の内容に不満であったため、本作は史実により忠実に描いている。主人公ワイアット・アープを演じたジェームズ・ガーナーは、1988年の映画『キャデラック・カウボーイ』でもアープを演じた。

## あらすじ
“OK牧場の決闘”でワイアット・アープとその兄弟、それに彼らの助っ人ドク・ホリデイはクラントン一味のほとんどを倒したが、決闘を挑んだ張本人のアイク・クラントンは2人の手下と共に逃げ伸び、ワイアットたちに復讐を誓う。そしてアイク一味はワイアットの兄ヴァージルを半身不随にし、さらにワイアットの弟モーガンを殺害した。
悲嘆にくれるワイアットのもとに、クラントン一味の逮捕の捜索のため、彼を連邦保安官に任命するという電報が届く。ワイアットは再びドク・ホリデイと共にクラントン一味を追い、1人また1人と決闘で倒し、アイクを追い詰めていく。

## キャスト
| 役名                     | 俳優                   | 日本語吹替                                 |
| 役名                     | 俳優                   | NETテレビ版                                |
| ------------------------ | ---------------------- | ------------------------------------------ |
| ワイアット・アープ       | ジェームズ・ガーナー   | 羽佐間道夫                                 |
| ドク・ホリデイ           | ジェイソン・ロバーズ   | 久松保夫                                   |
| アイク・クラントン       | ロバート・ライアン     | 納谷悟朗                                   |
| オクタビアス・ロイ       | アルバート・サルミ     | 富田耕生                                   |
| ホレイス・サリヴァン     | チャールズ・エイドマン | 穂積隆信                                   |
| アンディ・ワルショー     | スティーブ・イーナット | 田中信夫                                   |
| ピート・スペンス         | マイケル・トーラン     | 内海賢二                                   |
| テキサス・ヴァーミリオン | ウィリアム・ウィンダム | 雨森雅司                                   |
| ジョン・P・カラム        | ラリー・ゲイツ         | 塩見竜介                                   |
| ジミー・ブライアン       | ビル・フレッチャー     | 小林清志                                   |
| モーガン・アープ         | サム・メルヴィル       | 堀勝之祐                                   |
| ヴァージル・アープ       | フランク・コンヴァース | 石森達幸                                   |
| カーリー・ビル           | ジョン・ヴォイト       | 納谷六朗                                   |
| フランク・スティルウェル | ロバート・フィリップス | 渡部猛                                     |
| ターキー・ジョンソン     | ロニー・チャップマン   | 青野武                                     |
| 不明 その他              |                        | 清川元夢 緑川稔 上田敏也 仲木隆司 北村弘一 |
|                          |                        |                                            |
| 演出                     | 演出                   | 春日正伸                                   |
| 翻訳                     | 翻訳                   | 木原たけし                                 |
| 効果                     |                        |                                            |
| 調整                     |                        |                                            |
| 制作                     | 制作                   | 東北新社                                   |
| 解説                     | 解説                   | 淀川長治                                   |
| 初回放送                 | 初回放送               | 1973年1月14日 『日曜洋画劇場』             |

※日本語吹替はBDに収録

## 音楽
オリジナル・サウンドトラックは、1967年にリリースされた。